# Източен тръбонос плодояден прилеп
Източният тръбонос плодояден прилеп (Nyctimene robinsoni) е вид бозайник от семейство Плодоядни прилепи (Pteropodidae).

## Разпространение и местообитание
Разпространен е в Австралия.